# Add-Drop-Multiplexer

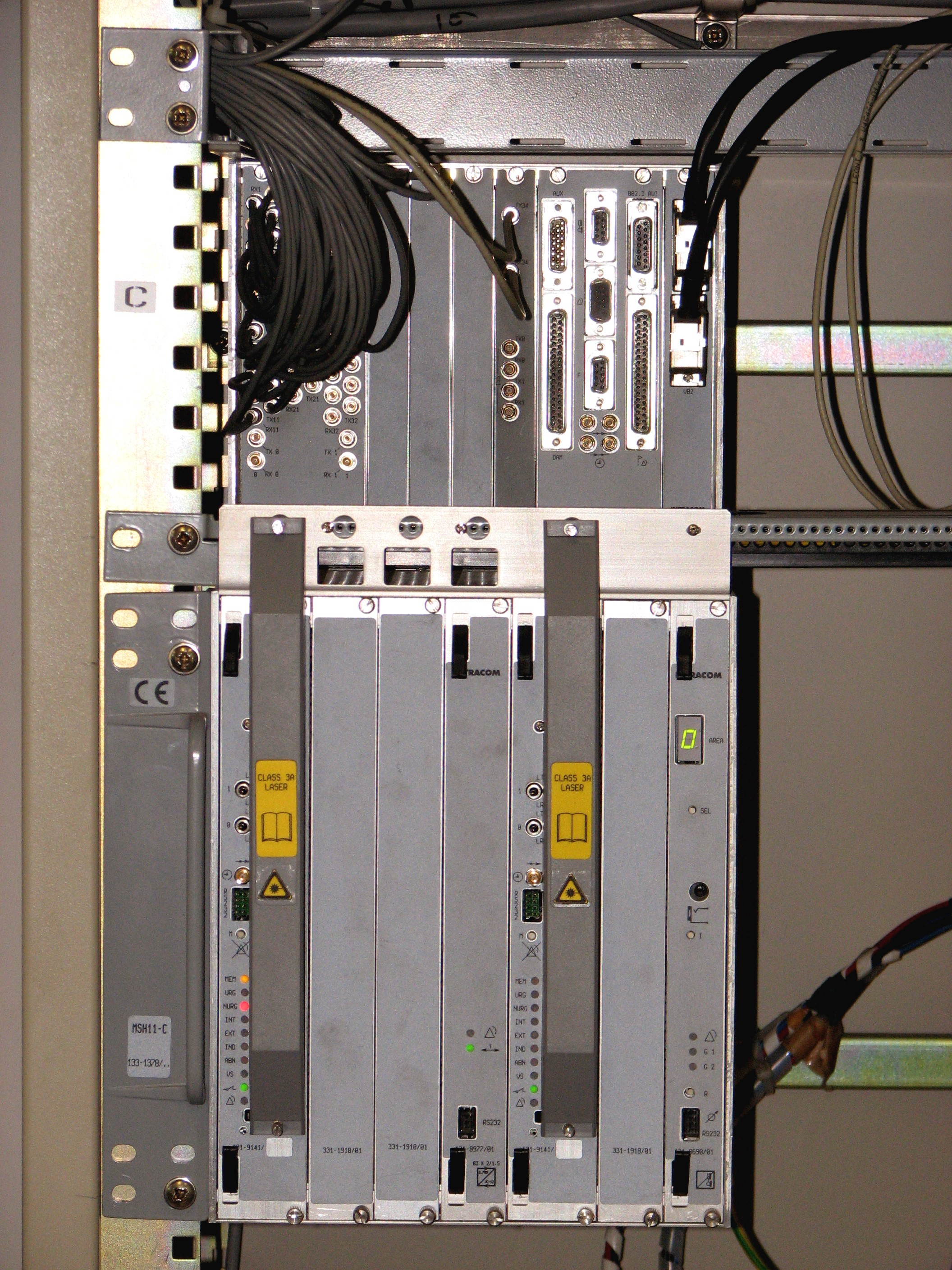
Add-Drop-Multiplexer für SONET/SDH

Ein Add-Drop-Multiplexer ist ein Gerät der Multiplextechnik, das einem Multiplexsignal sowohl ein oder mehrere Teilsignale hinzufügen (add) und auch aus dem Multiplexsignal Teilsignale entnehmen (drop) kann. Das empfangene Multiplexsignal wird bis auf diese Add/Drop-Änderungen unverändert weitergesendet. 
Der Add-Drop-Multiplexer gilt somit als Erweiterung des herkömmlichen Multiplexers, der nur als Terminal-Multiplexer, am Ende von Übertragungsstrecken, eingesetzt wird.

## Verwendung
Der Add-Drop-Multiplexer wird als Netzelement im Verlauf von linearen Übertragungsstrecken oder in ringförmigen Netzanordnungen eingesetzt. 
Dort koppelt er aus den aggregateseitigen Signalen (STM-1, STM-4,...) eines oder mehrere der darin enthaltenen Teilsignale aus und stellt sie an seinen Teilnehmeranschlüssen zur Verfügung. Von dort werden sie an untergeordnete Netzelemente in der Netzhierarchie weitergeleitet. 
In umgekehrter Richtung fügt er tributary signals (engl. adj. tributary = zufließend), die von untergeordneten Netzelementen stammen, als Teilsignale in die aggregatseitigen Signale ein und sorgt so für deren Weiterleitung über die aggregatseitigen Schnittstellen im Netz. 

## Terminal-Multiplexer
Ist ein Gerät der SDH-Technik in der Lage, ein Multiplexsignal komplett in seine einzelnen Teilsignale aufzulösen beziehungsweise aus solchen ein Multiplexsignal zu bilden, wird es Terminal-Multiplexer genannt. Der Terminal-Multiplexer wird in SDH-Netzen am Ende von linearen Strecken benötigt. Dort fasst er zufließende Signale (tributary signals), die aus hierarchisch untergeordneten Netzelementen stammen, zu einem Aggregatsignal zusammen, welches er in das Netz weiterleitet.
Der Add-Drop-Multiplexer ist eine Erweiterung des Terminal-Multiplexers. Während dieser nur eine aggregateseitige Schnittstelle hat, hat der Add-Drop-Multiplexer zwei STM-Schnittstellen mit gleicher Hierarchiestufe.

## Technik
Add-Drop-Multiplexer sind erstmals mit der SDH-Technik möglich geworden. In der PDH-Technik war es aus Synchronisationsgründen noch notwendig gewesen, das gesamte empfangene Multiplexsignal zuerst in alle seine einzelnen Teilsignale aufzulösen, um nach einer Neusynchronisation dann ein neues Teilsignal hinzuzufügen.